# Armin von Gerkan
Armin von Gerkan, né à Subbath en gouvernement de Courlande (Empire russe), le 30 novembre 1884  et mort à Garstedt (Norderstedt), le 22 décembre 1969, est un archéologue allemand et cofondateur de la Société Koldewey (Koldewey-Gesellschaft e.V.) à Berlin.

## Biographie
Armin von Gerkan naît dans une famille de la noblesse allemande de la Baltique. Il étudie l'architecture à Riga et à Dresde, puis de 1908 à 1914 participe aux fouilles archéologiques de l'Institut archéologique allemand en Asie mineure, dirigées par Theodor Wiegand (1864-1936). Il travaille aux sites de Milet, Didymes, Priène et Samos.
Pendant la Première Guerre mondiale, il est en tant que sujet de l'Empire russe, mobilisé comme officier sur le front du Caucase. Après la Révolution russe, il est à partir de 1919 dans la Baltische Landeswehr pour combattre l'Armée rouge dans les Pays baltes, puis il s'installe en Allemagne dont il devient citoyen selon le droit du sang. Il étudie à Greifswald l'archéologie classique et devient doctor philosophiæ en 1922. Son habilitation suit en 1923. Son beau-père est l'archéologue et historien Victor Schultze (1851-1937), spécialiste de l'époque de l'Église primitive.
En 1924, Gerkan est nommé directeur-adjoint de l'Institut archéologique allemand de Rome et directeur en 1938. Il s'intéresse à l'architecture romaine, mais ses recherches le portent aussi à Baalbek et à Palmyre, à Doura Europos, ainsi qu'en Égypte, à Olympie ou Épidaure. Après la guerre, il devient professeur invité à l'université de Bonn. Il est fait docteur honoris causa en 1962.
Armin von Gerkan est à l'origine en 1926 de la fondation de la Société Koldewey, pour honorer la mémoire de Robert Johann Koldewey (1855-1925) et pour apporter tout soutien aux recherches archéologiques, aussi bien techniques qu'historiques.

## Quelques publications
- Das Theater von Priene, Verlag für praktische Kunstwissenschaft, München 1921
- Griechische Städteanlagen, 1924
- Die gegenwärtige Lage der Archäologischen Bauforschung in Deutschland, 1924
- Avec Fritz Krischen, Milet vol. 1, 9: « Thermen und Palaestren », Hans Schoetz & Co., Berlin 1928
- Avec Hans Peter L'Orange, Der spätantike Bilderschmuck am Konstantinsbogen, de Gruyter, Berlin 1939
- Von antiker Architektur und Topographie. Gesammelte Aufsätze, Stuttgart 1959 [pp. 459–463: bibliographie].
- Avec Wolfgang Müller-Wiener, Das Theater von Epidauros, W. Kohlhammer Verlag, Stuttgart 1961.